# حساسیت دارویی
حساسیت دارویی (انگلیسی: Drug allergy) یه داشتن آلرژی به یک داروی شیمیایی گفته می‌شود. در صورت مشاهده واکنش حساسیتی به یک داروی خاص، می‌بایست فوراً اقدامات پزشکی برای رفع آن انجام شود.

## عوامل حساسیت دارویی
هنگامی که یک داروی شیمیایی باعث واکنش‌های حساسیتی می‌شود به آن یک آلرژن می‌گویند. در زیر برخی از آلرژن‌های دارویی آورده شده‌اند:

### آنتی‌بیوتیک‌ها
- پنی‌سیلین
- سولفونامید
- تتراسایکلین

### مسکن‌ها
- کدئین
- داروهای ضد التهاب غیر استروئیدی

### داروهای ضد تشنج
- فنی توئین
- کاربامازپین

## نشانه‌ها
شناسایی حساسیت دارویی، گاهی اوقات ممکن است سخت باشد. گاهی حساسیت‌های دارویی با واکنش‌های دارویی غیر آلرژیک اشتباه گرفته می‌شوند زیرا بعضی اوقات هر دوی آن‌ها نشانه‌های مشابه نشان می‌دهند. مواردی چون کهیر، خارش، جوش، تورم، تنگی نفس و شوک آنافیلاکسی می‌توانند از نشانه‌های بروز حساسیت دارویی باشند.